# Остоя (Лодзинське воєводство)
Остоя (пол. Ostoja) — село в Польщі, у гміні Зелюв Белхатовського повіту Лодзинського воєводства.
Населення — 189 осіб (2011).
У 1975-1998 роках село належало до Пйотрковського воєводства.

## Демографія
Демографічна структура станом на 31 березня 2011 року:
|          | Загалом | Допрацездатний вік | Працездатний вік | Постпрацездатний вік |
| -------- | ------- | ------------------ | ---------------- | -------------------- |
| Чоловіки | 99      | 17                 | 68               | 14                   |
| Жінки    | 90      | 18                 | 47               | 25                   |
| Разом    | 189     | 35                 | 115              | 39                   |